# Pierken Jordain
Pierken Jordain, actif vers 1550, est un compositeur de l'école franco-flamande. 

## Vie et Œuvre
Pierken fut sans doute un contemporain de Jacob Baethen de Louvain.  En 1554, quelques années après s'être établi comme imprimeur à Maastricht, Baethen publia un recueil de chansons néerlandaisesDat ierste boeck vanden nieuwe Duijtsche liedekens, dont aucune copie complète n'a été conservée, la partie du soprano étant manquante.  Une chanson à quatre voix de Jordain est insérée dans ce recueil :
- O troost confoort nae u staet alle mijn verlangen (Ô ! consolation réconfortante, tant souhaitée)

Cette chanson est un couplet de la chanson homophone Tribulatie ende verdriet / Wat moet mijn herte (Détresse et douleur / Mon cœur ne cesse de souffrir), dont le texte complet est repris dans le célèbre chansonnier d'Anvers, dont le titre complet et original est Een schoon liedekens boeck inden welcken ghij vinden sult veelderhande liedekens, oude ende nijeuwe, om droefheijt ende melancolie te verdrijven : Un beau livre de chansons, où vous trouveriez plusieurs chansons, tant anciennes que nouvelles, pour chasser la tristesse et la douleur.  De cet ouvrage, le seul exemplaire complet encore existant provient de la réimpression de 1544, l'inquisition n'étant sans doute pas étrangère à cela.

## Sources
- (nl) BONDA, Jan Willem.  De meerstemmige Nederlandse liederen van de vijftiende en zestiende eeuw (Les Chansons polyphoniques néerlandaises des XVe et XVIe siècles), Hilversum, Verloren, 1996  (ISBN 90-6550-545-8).